# Gewandgroeve I

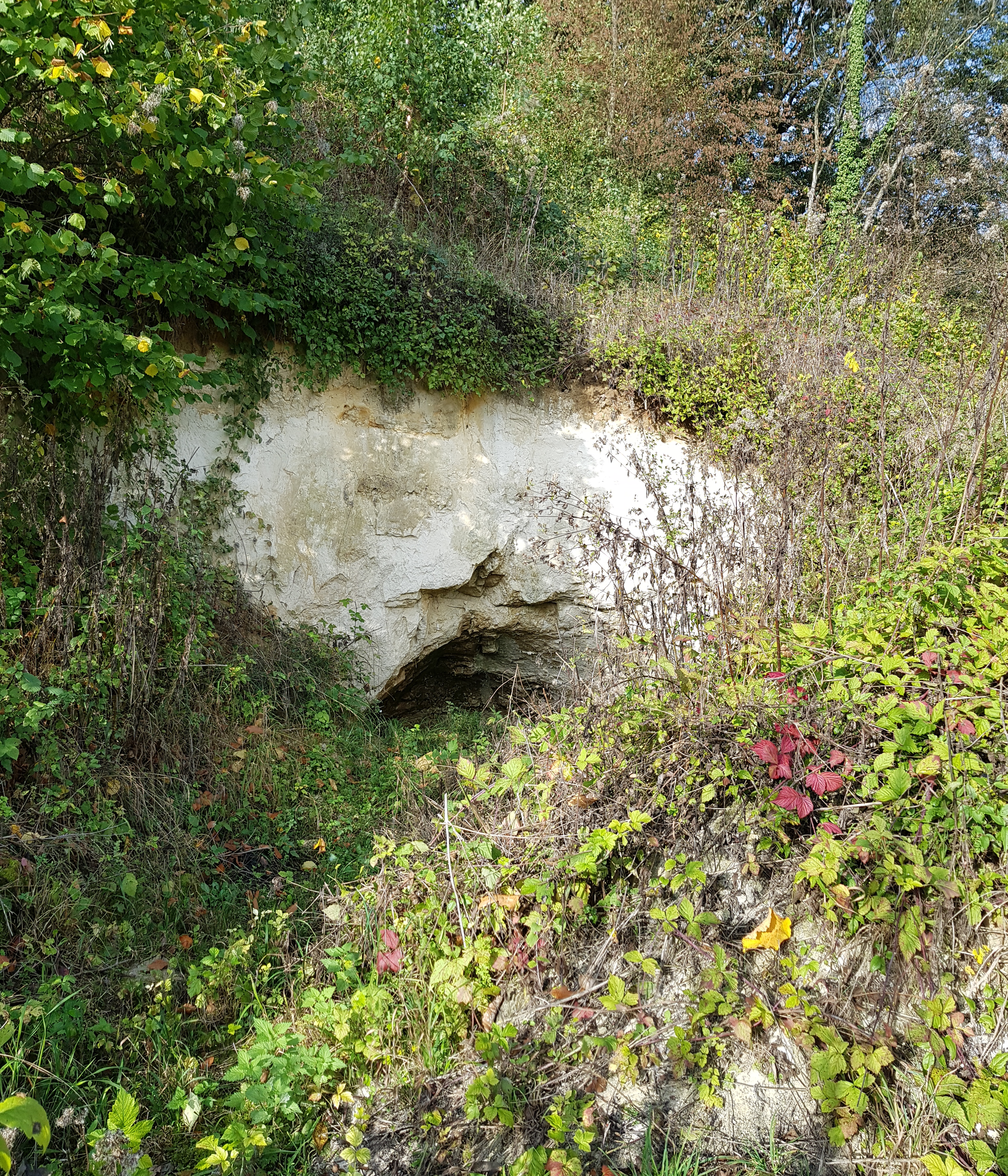

De Gewandgroeve I, Gewandgroeve boven of Bovenste Gewandgroeve is een Limburgse mergelgroeve in de Nederlandse gemeente Valkenburg aan de Geul in Zuid-Limburg. De ondergrondse groeve ligt ten zuidoosten van Valkenburg in het noordoostelijk deel van het hellingbos Biebosch op de noordoostelijke rand van het Plateau van Margraten in de overgang naar het Geuldal. Ter plaatse duikt het plateau een aantal meter steil naar beneden.
Ten noordwesten ligt de Gewandgroeve II. Op ongeveer 450 meter naar het noordwesten ligt de Hoorensberggroeve, op ongeveer 300 meter naar het zuidwesten de Bieboschgroeve en ongeveer 400 meter naar het zuidoosten ligt de Groeve Pruus Karel II. Op ongeveer 165 meter naar het noordwesten liggen de vuursteenmijnen Biebosch.
Ten noorden van de groeve ligt de Priorij Regina Pacis.

## Geschiedenis
De groeve werd door blokbrekers ontgonnen voor de winning van kalksteenblokken.

## Groeve
De Gewandgroeve I bestaat uit een enkele gang van ongeveer 40 meter lang. De totale ganglengte bedraagt 55 meter en de vloeroppervlak is ongeveer 557 vierkante meter.
De beheerder van de groeve is de Stichting ir. D.C. van Schaïk en de groeve ligt op het terrein van Natuurmonumenten. In 2017 werd de groeve op veiligheid onderzocht en werd deze goedgekeurd.